# ASTRID
ASTRID, voorheen A.S.T.R.I.D., een afkorting van All-round Semi-cellular Trunking Radio communication system with Integrated Dispatching is een Belgische operator die vier diensten aanlevert: een radiocommunicatiesysteem (via TETRA), een netwerk van paging en dispatch, en een mobiel spraak -en data-aanbod voor alle Belgische hulp- en veiligheidsdiensten.
Er waren eind 2019 80.000 aangesloten eindapparaten.

## Achtergrond
België werd in de jaren 1980 opgeschrikt door twee catastrofes; het zinken van de veerboot Herald of Free Enterprise en het Heizeldrama in het nationaal sportstadion tijdens de voetbalfinale Europacup 1 Juventus-Liverpool. Het bleek dat de Belgische hulp- en veiligheidsdiensten honderden aparte analoge radiosystemen in gebruik hadden waarbij coördinatie tussen de verschillende diensten bij grootschalige opdrachten of tijdens noodsituaties onmogelijk was. Na deze constatering werd een werkgroep opgericht met als doel om alle communicatienoden van een veiligheidsdienst op te sommen in een operationeel bestek. Van dit operationeel bestek werd een functioneel bestek voor een digitaal radiocommunicatiesysteem met geïntegreerde meldkamers opgemaakt, waarmee het Ministerie van Binnenlandse Zaken een openbare overheidsaanbesteding uitschreef die in juni 1998 werd toegewezen aan het consortium Kreutler-Nokia-Telindus.
Het bedrijf A.S.T.R.I.D., een naamloze vennootschap van publiek recht, werd op 8 juni 1998 opgericht door de federale overheid (met 61% participatie) en lokale overheden (met 39% participatie) en had als missie om alle Belgische hulp- en veiligheidsdiensten een uniform communicatiesysteem te bieden zodat deze een beter gecoördineerde en efficiëntere dienst kan bieden tijdens hun opdrachten. Sinds 2011 is het bedrijf via de Federale Participatie- en Investeringsmaatschappij volledig eigendom van de Belgische federale overheid.
Het A.S.T.R.I.D. TETRA-radionetwerk is gebouwd met apparatuur van Nokia. De TETRA-afdeling van Nokia werd in 2005 overgenomen door EADS. A.S.T.R.I.D. organiseert elke twee jaar een beurs voor zijn gebruikers en leveranciers onder de naam 'A.S.T.R.I.D. Users' Day'.
De naam A.S.T.R.I.D. is een afkorting voor de functies van het systeem: Allround Semi-cellular Trunking Radiocommunication with Integrated Dispatching. Het systeem evolueerde ondertussen echter naar een volledig cellular systeem.

## Toekomst
Het A.S.T.R.I.D. systeem, compleet met de meldkamers (het C.I.C.), wordt voornamelijk gebruikt door de Belgische politie. Het is de bedoeling op termijn ook brandweer en medische diensten steeds meer in deze infrastructuur te integreren. Een proces dat wat betreft de radio's en pagers aan de gang is. De integratie met de centrale meldkamers is gerealiseerd in de provincies Oost-Vlaanderen, Vlaams-Brabant, Namen en West-Vlaanderen (status 2014).
In 2018 werd besloten het ASTRID-netwerk de volgende vijf tot tien jaar af te bouwen ten gunste van het nieuwe 5G-netwerk, waar aparte frequenties zullen worden voorzien, om het netwerk niet te overbelasten. De 70.000 gebruikers zullen kunnen gebruik maken van standaard mobiele handsets. Het huidige aparte netwerk is te duur om te blijven onderhouden en te zorgen voor voldoende dekking en het laat niet toe om mediabestanden door te sturen (foto, video).

## A.S.T.R.I.D. en C2000
In Nederland bestaat eveneens een TETRA-radiocommunicatienetwerk, onder de naam C2000, dat een nationale radiodekking voorziet voor alle Nederlandse hulp- en veiligheidsdiensten. In de nacht van 25 oktober op 26 oktober 2005 werd het Belgische A.S.T.R.I.D.-communicatiesysteem voor de eerste maal gekoppeld aan het Nederlandse C2000-communicatiesysteem tijdens een grensoverschrijdende controleactie door de Belgische en Nederlandse politiediensten. De Finse tegenhanger van A.S.T.R.I.D. en C2000 is V.I.R.V.E. In Groot-Brittannië wordt het TETRA-netwerk uitgebaat door de commerciële operator O2 onder de naam "O2 Airwave".

## Problemen
Net als bij het gelijkaardige Nederlandse communicatiesysteem C2000 vertoont het systeem onvolmaaktheden.
- Wanneer een brandweerman een gebouw ingaat, kan het contact met collega's buiten het gebouw wegvallen. Omdat dit levensbedreigend kan zijn, maken brandweerkorpsen in kelderverdiepingen gebruik van de zogenaamde direct mode operation (DMO, walkie-talkie-stand) van de draagbare toestellen. Hierbij communiceren de toestellen rechtstreeks met elkaar en niet met een zendmast.
- Bij rampen is er veel communicatiebehoefte, waardoor het systeem overbelast raakt en de boodschappen niet of niet bij iedereen overkomen. Dit was bijvoorbeeld het geval tijdens de aanslagen in Brussel op 22 maart 2016. Op dergelijke momenten is een speciaal communicatiesysteem juist van cruciaal belang, ook omdat het mobiele telefoonverkeer door de vele burgergesprekken dan vaak uitvalt. Overbelasting hoeft niet aan het systeem zelf te wijten te zijn, het kan ook aan de gebruikers liggen die te veel individuele gesprekken voeren. Ook moeten de gebruikers de push-to-talk (PTT)-knop ingedrukt blijven houden om een gesprek te kunnen starten.[3]